# زبان لیشانی نوشان
زبان لیشانی نوشان (به انگلیسی: Lishanid Noshan) یا زبان آرامی-یهودی نوین جزء زبان‌های آرامی شرقی می‌باشد. اصالت این زبان منطقه اربیل در شمال عراق بوده‌است ولی امروزه گویشگران این زبان در اسراییل زندگی می‌کنند. لیشانی نوشان به معنای زبان مردم ما می‌باشد.

## نمونه جملات
- ʔiyyá kābrá qìmle.
- این مرد برخاست.
- ʔiyyá mewānid didì lewé?'
- آیا این مهمان من نیست؟
- gbát xa-čày?
- چای می‌خواهی؟